# Bureau Greisch
Bureau d'études Greisch is een internationaal gekend studiebureau met hoofdkantoor in Luik. Het bureau werd in 1960 opgericht door ingenieur en architect René Greisch. 
Het studiebureau heeft sterke banden met de Université de Liège, en realiseerde een groot deel van de kunstwerken in het Luikse, zoals de Scheepslift van Strépy-Thieu, de Pont de Liège, de Pont de Wandre en de pont Père Pire. In het buitenland werkte het bureau mee aan de Viaduc de Millau.